# Mesorregión del Sur Maranhense
La mesorregión del Sur Maranhense es una de las cinco mesorregiones del estado brasileño del Maranhão. Es formada por la unión de diecinueve municipios agrupados en tres microrregiones.

## Microrregiones
- Chapadas das Mangabeiras
- Gerais de Balsas
- Porto Franco

- Datos: Q2406219